# Astronomie indienne
L'astronomie indienne (Jyotiṣa) est une des six Védanga ou une des « disciplines auxiliaires » associées avec l'étude des Véda. Le premier texte relatant d'astronomie en Inde est le traité de Lagadha, daté de la période de l'Empire Maurya (-322 à -180). Comme pour d'autres traditions, l'application de l'astronomie était essentiellement religieuse et serait plutôt appelée « astrologie » selon la terminologie moderne.

## Histoire
Les premières informations concernant les connaissances astronomiques indiennes sont contenues dans le Rig Veda et portent sur les mouvements des planètes, du Soleil et de la Lune. Les astronomes indiens utilisaient des modèles numériques leur permettant de décrire les irrégularités des trajectoires du Soleil et de la Lune. L'établissement de ces modèles semble être né indépendamment dans l'astronomie indienne et dans l'astronomie mésopotamienne. Au Ve siècle les astronomes sont capables de calculer des dates de levers héliaques, les phases de la Lune, les positions des planètes ou encore de prévoir les éclipses.

## Calendrier

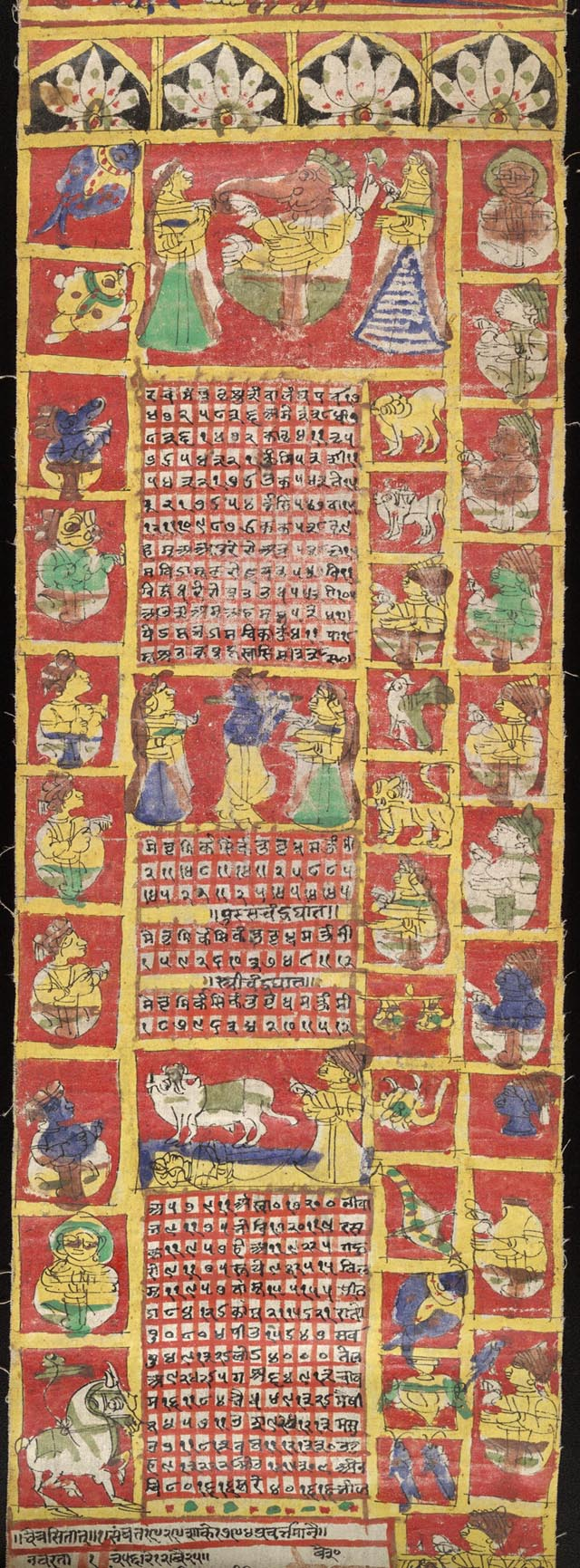
Almanach hindou pour l'année 1871-1872

Dans les différentes régions de l’Inde, on utilise largement les calendriers solaire et calendrier luni-solaires indiens avec leurs variantes locales. Ils servent à déterminer la date des fêtes mobiles, de divers rites et de certaines conjonctions astronomiques. Les calendriers solaire et calendrier luni-solaires indiens s'inspirent d'approximations assez précises des heures d'entrée du Soleil dans les rasis successifs.
Les faiseurs d’almanach conservateurs continuent d'utiliser les formules et équations du Surya Siddhanta pour confectionner leurs ouvrages, appelés panchang. Ces panchangs sont des publications annuelles diffusées dans toutes les régions et tous les dialectes de l’Inde ; comme leurs homologues occidentaux, ils comportent toutes les dates des événements religieux, culturels et astronomiques de l'année en cours. Ils exercent une grande influence sur la vie religieuse et sociale des peuples de l'Inde, et on en trouve un exemplaire dans la plupart des foyers hindous.

## Astronomes
- Aryabhatta (476 - ?)
- Brahmagupta (vers 598-670)